# 福興中國
福興中國集團有限公司，簡稱福興中國集團，以及福興中國（英語：Fuxing China Group Limited，SGX：DC9），在1992年於福建晉江市，由洪清涼先生創立。
而股份在2007年9月24日，於新加坡交易所主板上市，招股價為0.46坡元，發行股數為175,000,000股，集資額為80,500,000坡元。
主要業務拉链、拉链配件及拉链机器研发、制造和销售。總部位於中国福建省晋江市龙湖福兴工业园。

## 連結
- fuxingchinagroup.com